# Felipe Vázquez

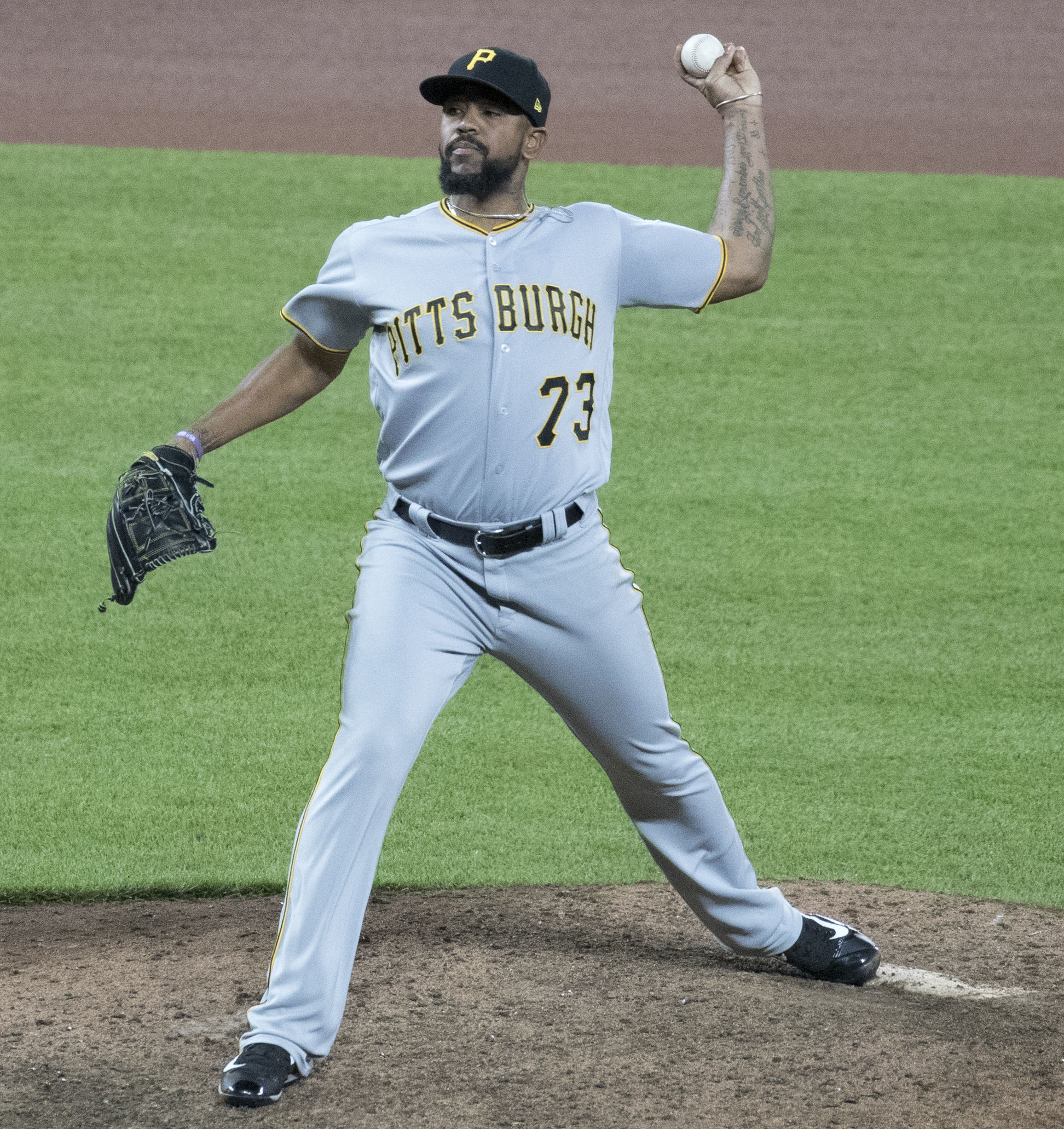
Felipe Vázquez, 2017.

Felipe Javier Vázquez, född 5 juli 1991 som Felipe Javier Rivero i San Felipe, är en venezuelansk professionell basebollspelare som spelar som pitcher för Pittsburgh Pirates i Major League Baseball (MLB). Han har tidigare spelat för Washington Nationals.